# Абузяров Ісмаїл Хасянович
Абузяров Ісмаїл Хасянович (1904-1938) — киргизький радянський партійний діяч, виконував обов'язки голови Ради народних комісарів Киргизької РСР від лютого до квітня 1938 року.
Був також відповідальним редактором першого в Киргизстані медичного періодичного видання «Советское здравоохранение Киргизии».
Розстріляний 1938 року.